# مترويد II: ريترن أوف ساموس
مترويد II: ريترن أوف ساموس (Metroid II: Return of Samus) هي لعبة فيديو أكشن-مغامرات، تم إنتاجها في نوفمبر 1991 في أمريكا الشمالية وفي سنة 1992 في اليابان وأوروبا وهي من تطوير شركة نينتندو لأجهزة جيم بوي، وهي ثاني إصدار لسلسلة ألعاب مترويد بعد لعبة متروإيد التي أنتجت في سنة 1986.